# 戸田陽近
戸田 陽近（とだ ようちか、6月7日 - ）は日本の男性漫画家。東京都在住。血液型はB型。

## 人物
- 過去、同人作家として活動していた。
- 漫画アシスタントや設定画クリンナップのほか、広告デザインの仕事も受けている。
- 妹がいる[1]。
- 本名も陽近である[1]。

## 主な作品
- 華のパレット（オークス社刊）2008年6月25日発売
- スクールメイト 3年4組の卒業アルバム[2]（オークス社刊）2008年6月
- 鬼脚のイロハ（月刊ヤングチャンピオン烈短期集中連載）
- キンクロ（ヤングチャンピオン烈コミックス）2009年8月20日発売